# Ochroplutodes bisecta
Ochroplutodes bisecta är en fjärilsart som beskrevs av W. Warren 1904. Ochroplutodes bisecta ingår i släktet Ochroplutodes och familjen mätare. Inga underarter finns listade i Catalogue of Life.